# تل الدرة
تل الدرة بلدة سورية في منطقة سلمية في محافظة حماة في سوريا. تقع بلدة تل الدرة على بعد حوالي 20 كم شرق مدينة حماة و 12 كم غرب مدينة السلمية على الطريق العام حماة – السلمية.
يعتقد أن تسميتها تعود إلى اسم ابنة ملك شمسغرام صاحب قلعة شميميس. بلغ عدد سكانها 12415 نسمة حسب آخر إحصاء لعام 2009 - تبلغ مساحتها 3000 هكتار - تشتهر تل الدرة بارتفاع مستوى التعليم فيها، حيث أن أول ابتدائية أنشئت فيها تعود إلى عام 1923 م وأول إعدادية أهلية في كل منطقة سلمية بنيت في تل الدرة تعود إلى عام 1946 م. احتفلت بلدة تل الدرة في عام 2006 بخلوها من الأمية دون سن الستين عاما والذكرى المئوية لتأسيسها.
تعتبر تل الدرة من التجمعات السكانية الحديثة نسبياً (عمرها يقارب 130 عام) والتي أثبتت وجوداً مهماً بين التجمعات السكانية في المنطقة، ويتميزون بثقافة عالية حيث ترتفع نسبة الشهادات العليا من جميع الاختصاصات، ويعتبر الموقع المميز للبلدة عاملاً مهماً من الناحية الاقتصادية جعلها تصبح مركزاً اقتصاديا وثقافياً للقرى والتجمعات السكانية المحيطة بها.
يعتمد معظم السكان في (تل الدرة) على العمل الوظيفي بالدرجة الأولى والزراعة بالدرجة الثانية حيث تتميز أراضي البلدة بخصوبتها بزراعة الزيتون والمحاصيل الشتوية المتعددة. يوجد في البلدة مركز ثقافي حديث العهد.